# XHamster
Az xHamster ingyenes, pornográf videomegosztó oldal. Székhelye Limassolban, Cipruson van. A weblap 2016 januárjában a 76. volt az Alexa világranglistáján.

## Rosszindulatú reklámok
Conrad Longmore kutató állítása szerint az oldalakon megjelenő reklámokban rosszindulatú programok találhatók, amik a felhasználó engedélye nélkül telepítenek kártékony fájlokat a számítógépre. Longmore úgy nyilatkozott a BBC-nek, hogy a legnagyobb veszélyt a két népszerű oldal – az xHamster és a Pornhub – jelenti.